# Ourisia pygmaea
Ourisia pygmaea är en grobladsväxtart som beskrevs av Rodolfo Amando Philippi. Ourisia pygmaea ingår i släktet Ourisia och familjen grobladsväxter. Inga underarter finns listade i Catalogue of Life.